# Stanley Logan
Stanley Logan (narozen jako Stanley William Maurice Logan; 12. června 1885 Earlsfield, Londýn, Anglie – 30. ledna 1953 New York City, New York) byl anglický herec, scenárista a divadelní a filmový režisér.  Logan byl během svého života dvakrát ženatý: poprvé s Alice E. Hirst a později s vaudevillovou herečkou Odette Myrtil.

## Filmografie
- What Would a Gentleman Do? (1918)
- As He Was Born (1919)
- First Lady (1937)
- Love, Honor and Behave (1938)
- Women Are Like That (1938)
- We Are Not Alone (1939)
- My Son, My Son! (1940)
- Escape to Glory (1940)
- Women in War (1940)
- Arise, My Love (1940)
- South of Suez (1940)
- Singapore Woman (1941)
- Counter-Espionage (1942)
- Nightmare (1942)
- The Falcon's Brother (1942)
- Two Tickets to London (1943)
- The Return of the Vampire (1943)
- Around the World (1943)
- The Spider Woman (1943)
- Higher and Higher (1943)
- Wilson (1944)
- Three Strangers (1946)
- Home Sweet Homicide (1946)
- The Challenge (1948)
- Sword in the Desert (1949)
- That Forsyte Woman (1949)
- Young Daniel Boone (1950)
- Pride of Maryland (1951)
- Tarzan's Peril (1951)
- Double Crossbones (1951)
- The Law and the Lady (1951)
- 5 Fingers (1952)
- With a Song in My Heart (1952)
- Les Misérables (1952)
- The Prisoner of Zenda (1952)